# Алексиев (ледник)
Вижте пояснителната страница за други значения на Алексиев.
Алексиев (на английски: Aleksiev Glacier) е ледник на Земя Греъм в Антарктика. Получава това име в чест на българския художник и писател Райко Алексиев на 27 февруари 2013 г.

## Описание
Ледникът е с дължина 10,5 km и ширина 3,0 km на бряг Норденшолд, Антарктически полуостров. Спуска се от югоизточните склонове на платото Детройт. Оттича се на изток-югоизток, влива се в залива Десислава на море Уедъл, североизточно от ледник Кладоруб.

## Картографиране
Британско картографиране през 1978 г.

## Карти
- Antarctic Digital Database (ADD). Scale 1:250000 topographic map of Antarctica. Scientific Committee on Antarctic Research (SCAR), 1993 – 2012.